# Рабитицкое сельское поселение
Ра́битицкое се́льское поселе́ние — муниципальное образование в составе Волосовского района Ленинградской области. Административный центр — деревня Рабитицы.

## Географические данные
- Общая площадь: 62,00 км²
- Расположение: юго-восточная и центральная часть Волосовского района
- Граничит:
  - на северо-востоке — с Калитинским сельским поселением
  - на севере — с Волосовским городским поселением
  - на северо=западе — с Бегуницким сельским поселением
  - на западе — с Большеврудским сельским поселением
  - на юго-западе и юге — с Сабским сельским поселением
  - на юго-востоке — с Лужским муниципальным районом
  - на востоке — с Гатчинским муниципальным округом

По территории поселения проходят автодороги:
- 41А-002 (Гатчина — Ополье)
- 41К-013 (Жабино — Вересть)
- 41К-049 (Хотнежа — Сосницы)
- 41К-053 (Рогатино — Горки)
- 41К-361 (Извара — Чёрное)

Расстояние от административного центра поселения до районного центра — 8 км.
По северной границе поселения проходит железная дорога Мга — Гатчина — Ивангород.

## История

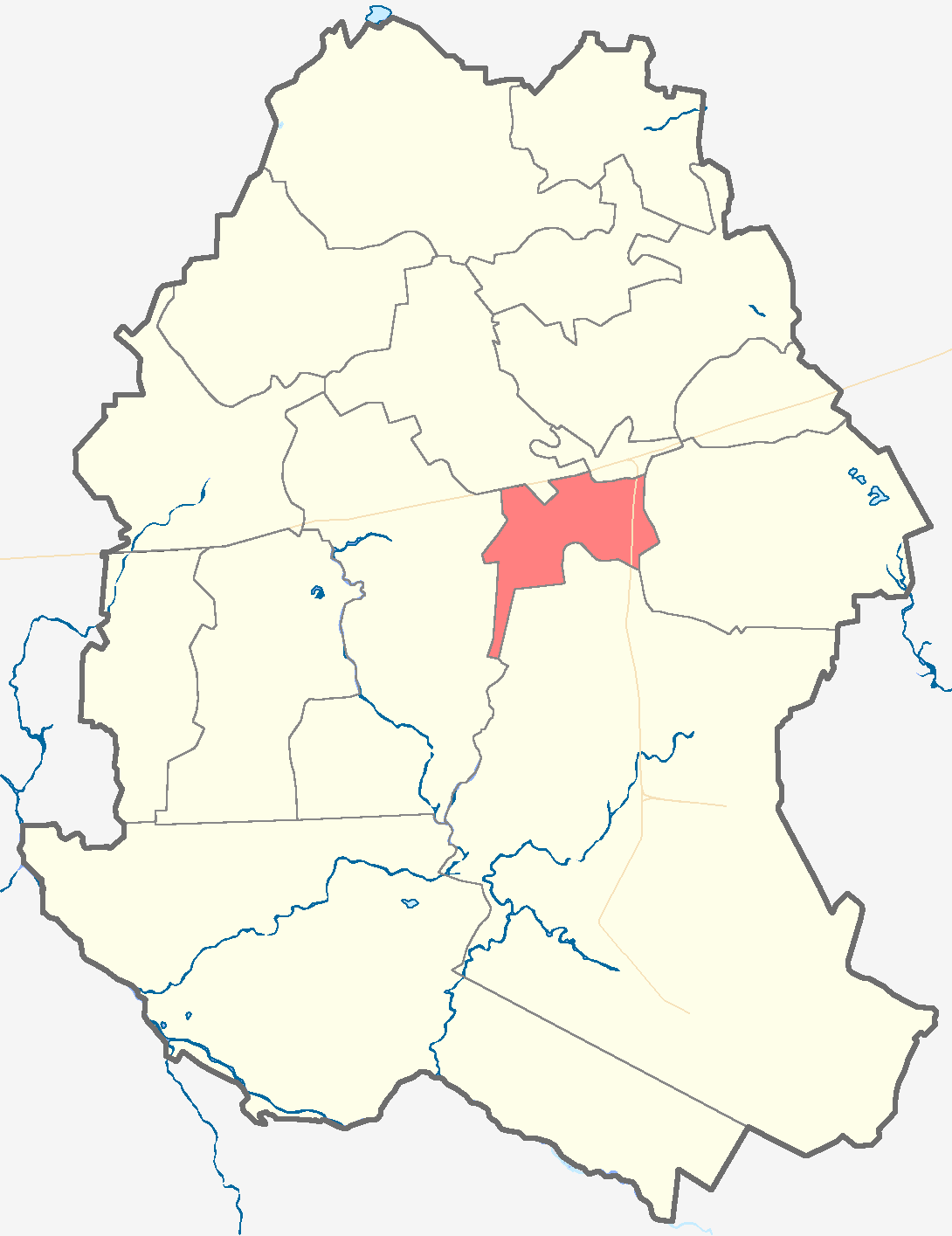
Рабитицкое сельское поселение до мая 2019 года

В начале 1920-х годов в составе Врудской волости Кингисеппского уезда Санкт-Петербургской губернии был образован Робитицкий сельсовет.
В августе 1927 года Робитицкий сельсовет вошёл в состав Волосовского района Ленинградской области.
16 июня 1954 года Робитицкий сельсовет был присоединён в Волосовскому сельсовету.
По данным 1990 года в результате разделения Волосовского сельсовета был образован Рабитицкий сельсовет с центром в деревне Рабитицы.
18 января 1994 года постановлением главы администрации Ленинградской области № 10 «Об изменениях административно-территориального устройства районов Ленинградской области» Рабитицкий сельсовет, также как и все другие сельсоветы области, преобразован в Рабитицкую волость.
1 января 2006 года в соответствии с областным Законом № 64-оз от 24 сентября 2004 года «Об установлении границ и наделении соответствующим статусом муниципального образования Волосовский муниципальный район и муниципальных образований в его составе» образовано Рабитицкое сельское поселение, в его состав вошла территория бывшей Рабитицкой волости.
В мае 2019 года Изварское сельское поселение влилось в Рабитицкое сельское поселение.

## Население
| 2006  | 2010  | 2011  | 2012  | 2013  | 2014  | 2015  |
| ----- | ----- | ----- | ----- | ----- | ----- | ----- |
| 1600  | ↗1621 | ↘1620 | ↗1640 | ↗1677 | ↗1693 | ↗1708 |
| 2016  | 2017  | 2018  | 2019  | 2020  | 2021  | 2023  |
| ↗1729 | ↗1745 | ↘1717 | ↗1724 | ↗5069 | ↗5186 | ↗5230 |
| 2024  | 2025  |       |       |       |       |       |
| ↗5251 | ↘5214 |       |       |       |       |       |

## Населённые пункты
На территории поселения находятся 16 населённых пунктов — 2 посёлка и 14 деревень:
| №  | Населённый пункт                  | Тип населённого пункта          | Население    |
| -- | --------------------------------- | ------------------------------- | ------------ |
| 1  | Домашковицы                       | деревня                         | ↘78 (2017)   |
| 2  | Заполье                           | деревня                         | ↘139 (2017)  |
| 3  | Захонье                           | деревня                         | ↗176 (2017)  |
| 4  | Извара                            | деревня                         | ↗2516 (2017) |
| 5  | Лиможа                            | деревня                         | ↗55 (2017)   |
| 6  | Мазаная Горка                     | деревня                         | ↘3 (2017)    |
| 7  | Озертицы                          | деревня                         | ↗62 (2017)   |
| 8  | Рабитицы                          | деревня, административный центр | ↗1427 (2017) |
| 9  | Рабитицы                          | посёлок                         | →11 (2017)   |
| 10 | Реполка                           | деревня                         | ↘502 (2017)  |
| 11 | Рогатино                          | деревня                         | ↘77 (2017)   |
| 12 | Селище                            | деревня                         | ↗4 (2017)    |
| 13 | Сорок шестой километр (лесосклад) | посёлок                         | ↘5 (2017)    |
| 14 | Сосницы                           | деревня                         | ↗118 (2017)  |
| 15 | Сосново                           | деревня                         | ↗18 (2017)   |
| 16 | Чёрное                            | деревня                         | ↘77 (2017)   |

## Достопримечательности
- Часовня святого великомученика Георгия в Домашковицах